# Let's Spend the Night Together
"Let's Spend the Night Together" é uma canção composta por Mick Jagger e Keith Richards, lançada originalmente pelos Rolling Stones como single em 1967. A faixa também abre a versão americana do álbum Between the Buttons.

## Posição nas paradas musicais
| Parada (1967)                         | Melhor posição |
| ------------------------------------- | -------------- |
| Áustria (Ö3 Austria Top 75)           | 3              |
| Bélgica (Ultratop 50 de Flandres)     | 7              |
| Finlândia (Soumen Virallinen)         | 14             |
| Alemanha (Offizielle Deutsche Charts) | 1              |
| Irlanda (IRMA)                        | 14             |
| Itália (Musica e dischi)              | 8              |
| Noruega (VG-lista)                    | 2              |
| Suécia (Kvällstoppen)                 | 6              |
| Suécia (Tio i Topp)                   | 4              |
| Reino Unido (UK Singles Chart)        | 3              |
| Estados Unidos (Billboard Hot 100)    | 55             |
| Estados Unidos (Cash Box Top 100)     | 28             |

## Outras versões
A canção foi regravada por vários artistas, com destaque para David Bowie, em 1973.